# مجد الدين الوتري
مجدُ الدِّين جمالُ الإسلام أبو عبد الله محمًد بن أبي بكْر بن رُشَيد الوِتْرِي البغدادي الشافعي المعروف بالإمام الوِتْرِي، هو واعظ وفقيه نظار شافعي من شعراء بغداد اشتهر بالمديح النبوية وهو صاحب القصائد الوترية في مدح خير البرية.

## نبذة عن حياته
قدم محمد بن أبي بكر بن رشيد الوتري مصر والإسكندرية ووعظ بها وسمع منه جماعة منهم الإمام العلامة شرف الدين أبو العباس أحمد بن عثمان السخاوي الشافعي إمام الأزهر، والإمام العلامة قاضي القضاة بدر الدين محمد بن إبراهيم بن جماعة، سمع منه قصائده الوتريات ورافقه في الحج ودخل أفريقية وجال في بلاد المغرب وكان ظاهر التدين والصلاح.

## آثاره
له من المؤلفات:
- «الزيارات المحمدية».
- «بستان العارفين».
- «الوتريات في مدح أفضل الكائنات» وتسمى: «القصائد الوترية في مدح خير البرية».[1]

## القصائد الوترية
وهي 29 قصيدة مرتبة قوافيها على حروف المعجم بحيث تبتدئ جميع ابيات القصيدة بحرف من حروف المعجم ويكون هو القافية على حساب الجمل الذي هي (أبجد هوز حطي كلمن سعفص قرشت ثخذ ضظغ)، وجعل عدد أبيات كل قصيدة 21، فكان عدد القصائد وترا وعدد ابيات كل قصيدة وترا (أي فرديا وليس زوجيا)، وقد أطلق عليها ناظمها اسم «القصائد الوترية في مدح خير البرية». وقد حظيت وتريات الإمام الوتري بتخميس وتشطير وتسبيع خاصة من شعراء المغرب، حيث أن مستقر الشاعر في ءاخر حياته كان في مراكش المغرب ومات في طريق عودته إليها.

## القصيدة العصماء
القصيدة العصماء هي إحدى القصائد الوترية ومن القصائد المكتوبة في المسجد النبوي مسجد النبي محمد (صلى الله عليه وسلم)، على الحائط أمام المواجهة الشريفة. وقد حظيت أن ينقش أكثرها أمام المواجهة النبوية الشريفة على الجدار القبلي حول الشباك وحتى جدار متنزل الوحي كما نقش في ثلاث قباب في الروضة الشريفة وشمالها القنديل الشرقي الأحمر على مشرفها الصلاة والسلام، وهي:

## وفاته
توفي الوتري ببغداد ودفن في جامع القبلانية سنة (662 هـ / 1264 م). وقيل توفي (663 هـ / 1265 م).
يعرف أهل بغداد جامع القبلانية حيث لم يتبقى منها ألا حجرة مطلة على (سوق هرج) المعروف ببغداد.

## نماذج من وترياته
وفيها:
ومنها:
ومنها:
ومنها: